# Scoglio Corrente
Lo scoglio Corrente (Scogghiu Currenti in siciliano) è un'isola dell'Italia appartenente all'arcipelago delle isole Egadi, in Sicilia.
Amministrativamente appartiene a Favignana, comune italiano della provincia di Trapani.
Si trova nei pressi della costa sud-orientale dell'isola di Favignana e a ovest dell'isola Galera.